# Ivan Agayants
Ivan Ivanovitch Agayants (en russe : Иван Иванович Агаянц), né le 28 août 1911 à Elizavetpol, dans l'Empire russe (actuellement en Azerbaïdjan) et mort le 12 mai 1968, est un officier supérieur du NKVD, en Union soviétique, d’origine arménienne,.

## Biographie
Né le 28 août 1911 dans la ville azérie d’Elizavetpol (gouvernement d'Elisavetpol), Ivan Agayants est le fils du P. Hovhanes Agayants, prêtre de l’Église apostolique arménienne. Comme ses deux frères aînés, il s’engage dans la police politique du régime soviétique. En 1930, il travaille à Moscou, au département Économie de l’OGPU. Polyglotte (turc, perse, français, espagnol, anglais), il est muté en 1936 au département Espionnage du NKVD.
De 1937 à 1940, il travaille à l’ambassade soviétique à Paris, puis à Téhéran de 1941 à 1943 ; il se distingue en déjouant la tentative allemande d’assassiner les leaders alliés à la conférence de Téhéran (Opération Grand Saut).
De 1947 à 1949, il retourne à Paris comme ambassadeur, sous le pseudonyme d’Avalov. Il excelle dans la formation de nouveaux réseaux d’espionnage. De retour à Moscou, il prend la tête du département « Europe occidentale » dans ce qui deviendra le KGB. Il prend ensuite la tête de la direction A (Désinformation) de la Première direction générale du KGB.
Il meurt le 12 mai 1968 et est inhumé au cimetière de Novodevitchi de Moscou.